# 小笠原町子
小笠原 町子（おがさわら まちこ、1931年6月25日 - ）は、日本の女優。身長160 cm。体重62 kg。血液型はA型。大阪府東大阪市出身。

## 略歴
高知中学高等学校卒業。1955年に制作座に入座。『第三の証言』のサヨ子役が初舞台。1957年の劇団統合により関西芸術座の所属となる。

## 出演

### 映画
- 「老親」（2000年10月14日） - 隅田たえ 役
- 「母のいる場所」（2005年4月9日）
- 「星の国から孫ふたり〜「自閉症」児の贈りもの〜」（2009年11月21日） - 政子 役

### テレビドラマ

#### NHK
- 「風のある街」第78話（1966年7月20日）
- 連続テレビ小説
  - 「虹を織る」（1980年10月6日 - 1981年4月4日）
  - 「はっさい先生」（1987年10月5日 - 1988年4月2日）
  - 「ええにょぼ」第92話（1993年7月20日）
  - 「やんちゃくれ」（1998年10月5日 – 1999年4月3日）
  - 「ほんまもん」第102話（2002年2月1日） - 知代子 役
  - 「てるてる家族」第31話（2003年11月3日）
  - 「ウェルかめ」第9話（2009年10月7日） - 店主 役
- 「ジャッジ 〜島の裁判官奮闘記〜」最終話（2007年11月10日）
- 「鞍馬天狗」第1話（2008年1月17日）
- 「再生の町」第2話（2009年9月5日）

#### 日本テレビ
- 「桃太郎侍」
  - 第103話「呑んべえ芸者騒動記」（1978年10月1日）
  - 第168話「よろず心配ごと指南」（1980年1月6日）
  - 第210話「悲願! 仲人百組目」（1980年10月26日）
  - 第239話「恋って奴ァむずかしい!」（1981年5月24日）
- 「花真珠」（1990年4月2日 - 9月28日）
- 火曜サスペンス劇場
  - 「京都・女性記者シリーズ」第6作「京都吉野殺人街道」（1992年5月26日）
  - 「刑事・鬼貫八郎」第3作「完全犯罪」（1994年7月26日）
- 「江戸の用心棒」第18話（1994年8月9日）

#### TBS
- 「水戸黄門 第6部」第26話「暴れん坊の恋 -甲府-」（1975年9月22日） - 旅籠の女中 役
- 江戸を斬るシリーズ
  - 「江戸を斬るII」第4話（1975年12月1日） - おかみさん 役
  - 「江戸を斬るV」第3話（1980年3月3日） - 女中頭 役
- 「横溝正史シリーズII・八つ墓村」第1話（1978年4月8日） - 寺田辰弥の下宿のおばさん 役
- 「その時がきた」（1982年1月6日 - 3月26日）
- 大岡越前シリーズ
  - 「 大岡越前 第5部」
    - 第13話「消えた千両富くじ」（1978年5月1日） - 内儀 役
    - 第18話「長屋住まいの御奉行様」（1978年6月5日） - 長屋の人 役

  - 「 大岡越前 第6部」第7話（1982年4月19日） - 長屋の女 役
- 月曜ドラマスペシャル
  - 「名探偵・金田一耕助シリーズ」
    - 第13作「八つ墓村」（1991年7月1日）[6]
    - 第20作「悪魔の唇」（1994年8月22日）[7]

  - 「保護司堂本ガンバります! 群上八幡連続殺人事件」（1996年3月4日）

#### フジテレビ
- どてらい男シリーズ
  - 「どてらい男」第7話・第8話・第36話・第60話・第67話・第70話・第71話・第74話（1973年11月13日・11月20日・1974年6月4日・11月19日・1975年1月14日・2月4日・2月11日・3月4日）
  - 「どてらい男 戦後篇」第24話 - 最終話（1975年9月14日 - 9月28日）
  - 「どてらい男 激動篇」第18話・最終話（1976年2月1日・3月28日）
- 「銭形平次」
  - 第273話「金座から消えた三千両」（1971年7月28日） - 女将 役
  - 第389話「秋立つ夜に」（1973年10月17日） - 長屋のおかみ 役
  - 第453話「過去の重さ」（1975年1月15日） - おこう 役
  - 第491話「あばずれお仙」（1975年10月8日） - 「だるま」内儀 役
    - 第510話「頑固おやじ」（1976年2月25日） - お兼 役

  - 第521話「平次一番勝負」（1976年5月12日） - お松 役
  - 第600話「陽にそむく女」（1977年12月7日） - お峰 役
  - 第652話「小唄をどこで覚えたか」（1978年12月27日） - お時 役
  - 第671話「故郷の祭ばやし」（1979年5月9日）
  - 第676話「おやこ同心」（1979年6月20日）
  - 第724話「猫の毛」（1980年6月24日）
  - 第870話「はやり風邪」（1983年11月16日）
- 「夫婦旅日記 さらば浪人」第7話（1976年5月17日）
- 「江戸の用心棒」
  - 第8話「梶川の姪」（1981年5月21日）
  - 第14話「消された女」（1981年7月2日）
  - 第16話「危うし! 又八郎」（1981年7月16日）
- 時代劇スペシャル
  - 「風車の浜吉捕物綴」（1981年5月22日）
  - 「剣客商売」第3作（1983年3月4日）
  - 「人形佐七捕物帳 死を呼ぶ猫は金の爪」（1984年1月12日）
- 「神谷玄次郎捕物控」第5話（1990年7月18日）
- 「桂ざこば 芸歴45周年&還暦記念ドラマ“子ほめ”」（2007年12月8日）

#### テレビ朝日
- 「部長刑事」
  - 第16話「指紋は見ていた」（1958年12月20日）
  - 第121話「刃物」（1960年12月24日）
  - 第153話「しのび泣く女」（1961年8月12日）
  - 第188話「陰の声」（1962年4月28日）
  - 第393話「囲い」（1966年4月16日）
  - 第432話「鬼門の方角」（1967年1月21日）
  - 第496話「犯罪方程式」（1968年4月13日）
  - 第635話「氷雨の女」（1970年12月12日）
  - 第775話「北の島から」（1973年8月18日）
  - 第784話「生体焼殺・ある愛の終着」（1973年10月20日）
  - 第815話「覗き見た男」（1974年5月25日）
  - 第883話「コオロギは殺しの番人」（1975年9月27日）
  - 第923話「血を吐く山の伝説」（1976年7月3日）
  - 第926話「行先なしの汽車」（1976年7月24日）
  - 第935話「花ニ嵐ノタトエモアルゾ」（1976年9月25日）
  - 第1036話「十三号室の犯罪」（1978年9月2日）
  - 第1094話「南紀流転」（1979年10月13日）
  - 第1174話「宝ものがこわれた時」（1981年4月25日）
  - 第1207話「女詐欺師えん子」（1981年12月12日）
  - 第1222話「父ちゃんを返せ」（1982年3月27日）
  - 第1270話「あるイカサマ師の伝説」（1983年2月26日）
  - 第1345話「人命救助・美談のウラ!?」（1984年8月4日）
  - 第1399話「ペット編③ 犬小屋連続放火事件」（1985年8月17日）
  - 第1526話「たそがれの証人」（1988年1月30日）
- 遠山の金さんシリーズ
  - 「遠山の金さん捕物帳」第94話（1972年4月23日） - お粂 役
  - 「遠山の金さん」第35話（1982年12月9日）
- 必殺シリーズ
  - 「新・必殺仕置人」
    - 第2話「情愛無用」（1977年1月28日） - 近所の小母さん 役
    - 第6話「偽善無用」（1977年2月25日） - 長屋の女 役

  - 「江戸プロフェッショナル・必殺商売人」第7話（1978年3月31日） - 保険の女 役
  - 「新・必殺仕事人」
    - 第11話「主水 ふてくされる」（1981年7月17日） - お松 役
    - 第23話「主水 かくれて夜勤する」（1981年10月23日） - 女房 役
    - 第49話「主水 三味線にビクビクする」（1982年5月14日） - お澄 役
    - 最終話「主水 仕事仕舞いする」（1982年6月25日） - 女将 役

  - 「必殺渡し人」第1話（1983年7月8日）
- 「長七郎天下ご免!」第44話（1980年9月18日） - お艶 役
- 土曜ワイド劇場「京都殺人案内」第5作（1981年5月23日） - 大町ふみ 役
- 「源九郎旅日記 葵の暴れん坊」第14話（1982年8月14日）
- 「暴れん坊将軍II」第54話（1984年3月31日） - 女房 役
- 「よろず刑事」第2話（2006年1月21日） - オバさん 役

#### テレビ東京
- 「斬り捨て御免! 第3シリーズ」第15話（1982年9月15日）
- 「家族の条件 ～優子の青春物語～」（1994年11月23日）

### その他
- 「テレビ人生案内」第12回（1959年6月25日、日本テレビ）

### 舞台
- 「うぬぼれうさぎ」（1958年12月10日・12月11日・1959年1月 - 3月）- あかげのきつね 役[8]
- 「はたらき蜂」（1961年7月12日 - 7月23日・7月24日 - 7月26日・11月 - 12月・1962年2月 - 5月・4月18日 - 4月21日・5月17日 - 5月19日）- 美代子 役[9]
- 「披露宴」（1961年11月1日・11月8日・11月15日・11月29日）- ズメューキナ 役[10]
- 「米どころの報告」（1963年9月4日 - 9月13日 - 9月14日 - 9月18日・9月19日・9月20日）- 花田スエ 役[11]
- 「うぬぼれうさぎ」（1966年5月 - 1967年3月）- あかげの狐 役[12]
- 「赤い陣羽織」（1968年6月27日・6月28日 - 1970年12月）- おかか 役[13]
- 「仏さわぎ」（1969年9月17日 - 9月21日・9月22日・9月24日・9月28日・9月30日・10月）- 滝子 役[14]
- 「ぶす」（1971年2月 - 1972年8月）- おかみさん 役[15]
- 「大阪城の虎」（1972年10月 - 1974年3月・1973年2月26日 - 2月28日）- 加藤清正の兵卒 役[16]
- 「愛火」（1977年2月25日 - 2月26日）- お勝 役[17]
- 「奇蹟の人」（1977年5月 - 1979年7月・1977年6月22日・6月23日・1979年6月1日）- ケート 役[18]
- 「化石の街」（1978年9月19日 - 9月21日）- 岡村 役[19]
- 「かくて新年は日本の近代古典 - シリーズその5 - 」（1983年2月23日 - 2月27日）- 素子 役[20]
- 「姥ときめき」（1985年4月25日 - 4月26日・6月6日・6月7日・8月10日・9月28日）- 池田タエ子 役[21]
- 「ラレ子ちゃん、がんばれ!」（1986年9月 - 1988年5月）- レイ子のおかあさん 役[22]
- 「また ときはめぐりて」（1986年11月7日・11月8日）- 薫子 役[23]
- 「じゃりン子チエ - 西萩町よ永遠なれ - 」（1988年5月 - 1989年12月・1989年1月22日）- チエのおばあはん 役[24]
- 「すべってころんで」（1989年6月1日・6月2日・7月7日 - 7月9日・1989年4月 - 1993年12月）- 梅垣夫人 役[25]
- 「ロミオとジュリエット」（1997年12月12日・12月13日）- キャピュレット夫人 役[26]
- 「あした月夜の庭で」（2002年7月26日 - 8月4日）- 大江 役[27]
- 「オレたちはサンタじゃない!! - 星夜にメリー・クリスマス - 」（2006年12月22日 - 12月26日）- 夢子 役[28]
- 「ロミオとジュリエット ～RETURN～」（2007年3月6日 - 3月12日）- 反町日出子 役[29]

## 方言指導
- 「ちりめんじゃこの詩」第1話（1991年1月11日、NHK）